# Étoile des Espoirs
Étoile des Espoirs was een meerdaagse wielerwedstrijd in Frankrijk. De wedstrijd werd georganiseerd tegen het einde van het wielerseizoen en kon enkel verreden worden door jonge, professionele wielrenners.

## Erelijst
| Jaar | Winnaar                 | Tweede           | Derde                |
| 1971 | Raymond Poulidor        | Bernard Thévenet | Yves Hézard          |
| 1972 | Bernard Labourdette     | André Mollet     | Gérard Moneyron      |
| 1973 | Kees Bal                | Willy Teirlinck  | Roger Rosiers        |
| 1974 | Roy Schuiten            | Willy Teirlinck  | Cyrille Guimard      |
| 1975 | Aad van den Hoek        | Bernard Vallet   | Patrick Perret       |
| 1976 | Jean-Luc Vandenbroucke  | Bernard Thévenet | Robert Bouloux       |
| 1977 | Jean-Luc Vandenbroucke  | Gregor Braun     | Willy Teirlinck      |
| 1978 | Daniel Gisiger          | Fedor den Hertog | Géry Verlinden       |
| 1979 | Sven-Åke Nilsson        | Jo Maas          | Eulalio Garcia       |
| 1980 | Gilbert Duclos-Lassalle | Phil Anderson    | Marino Lejarreta     |
| 1981 | Stephen Roche           | Dominique Arnaud | Siegfried Hekimi     |
| 1982 | Jean-Luc Vandenbroucke  | Joop Zoetemelk   | Laurent Fignon       |
| 1983 | Stephen Roche           | Francis Castaing | Marc Madiot          |
| 1984 | Gilbert Duclos-Lassalle | Maarten Ducrot   | Miroslav Sykora      |
| 1985 | Ronan Pensec            | Dominique Gaigne | Jean-Paul van Poppel |

### Meervoudige winnaars
| Overwinningen | Renner                  | Land      | Jaren              |
| ------------- | ----------------------- | --------- | ------------------ |
| 3             | Jean-Luc Vandenbroucke  | België    | 1976 + 1977 + 1982 |
| 2             | Gilbert Duclos-Lassalle | Frankrijk | 1984 + 1980        |
| 2             | Stephen Roche           | Ierland   | 1983 + 1981        |

### Overwinningen per land
| Overwinningen | Land                |
| ------------- | ------------------- |
| 6             | Frankrijk           |
| 3             | België, Nederland   |
| 2             | Ierland             |
| 1             | Zweden, Zwitserland |